# Эресуннская железная дорога
Эресуннская железная дорога (швед. Öresundbanan, дат. Øresundbanen) — железная дорога, проложенная по Эресуннскому мосту и соединяющая датский город Копенгаген и шведский Мальмё. На шведской стороне железнодорожной инфраструктурой управляет компания Banverket, на датской — Banedanmark.
Железная дорога идет от Континентальной железной дороги (sv:Kontinentalbanan) (железнодорожная линия от Мальмё до Треллеборга), южнее Мальмё и следует на запад, проходя по Эресуннскому мосту, по нижней его части, искусственному острову Пеберхольм, под Копенгагенским аэропортом к Копенгагенскому главному вокзалу (da:Københavns Hovedbanegård). В Мальмё строится Городской тоннель, чтобы соединить железную дорогу непосредственно с железнодорожным вокзалом Мальмё. Это позволит соединить всю железную дорогу с остальной транспортной системой Швеции.
DSBFirst с января 2009 управляет поездами «Эресунн» между Копенгагеном и Мальмё, иногда[когда?]

 доезжающими до Гётеборга, Кальмара и Карлскруны. С датской стороны многие поезда идут севернее по Береговой железной дороге (da:Kystbanen) в Хельсингёр. DSB управляет этими поездами на маршруте до Истада, с паромной переправой до Борнхольма. SJ управляет высокоскоростными поездами X 2000 по маршруту Стокгольм — Мальмё — Копенгаген и поездами «Эрессун» между Гётеборгом и Копенгагеном. Грузовые поезда управляются компанией Railion использующей локомотивы EG.

## История
Планы по соединению Сконе и Зеландии мостом появлялись в XX веке, но только в 1991 году была создана компания для начала работ. Строительство Эресуннского моста и Эрессунской железной дороги было начато в 1995 году и закончено в 2000 году.

## Планы
Строительство нового тоннеля под Мальмё закончено в декабре 2010 года. Он позволил поездами проходить через Центральную станцию Мальмё, новую станцию на юге центральной части города и экономить 5—10 минут для пассажиров, следующих через Мальмё, и около 15—20 минут для тех, кто следует в сам город.

## Пересечение границы
В Дании и Швеции приняты разные системы электрификации железных дорог, в Дании в контактную сеть подаётся переменный ток 25 кВ 50 Гц, в то время как в Швеции 15 кВ 16⅔ Гц. Поэтому через границу поезда водят двухсистемные (двойного питания) электровозы. Стык контактной сети находится в Пеберхольме, Эресуннский мост электрифицирован на переменном токе 50 Гц.
Также в Дании и Швеции используются разные системы автоматической локомотивной сигнализации, следующие через границу локомотивы оборудованы двумя системами АЛС.
Кроме того, на Датской железной дороге используется правостороннее движение, в то время как в Швеции — левостороннее. На Эресуннской железной дороге используется правостороннее движение, смена стороны происходит на Мальмёской конечной станции.

## Линия
- Швеция
  - Fosieby (0 / 38 км) — линия отделяется от Континентальной железной дороги
  - Мальмё (4 / 34 км)
  - Лернакен (10 / 28 км) — въезд на Эресуннский мост, переключение электричества.
- Дания
  - Пеберхольм (21 / 17 км) — смена сигнальной системы
  - Копенгагенский аэропорт (29 /9 км)
  - Станция Торнбю (31 / 7 км)
  - Эрестад (32 / 6 км) — метро пересекается с железной дорогой
  - Копенгагенский главный вокзал (38 / 0 км) — конечная

Поезда X2000 останавливаются только на станциях Мальмё, Копенгагенский аэропорт, Копенгаген. Эресуннские поезда останавливаются везде.